# LaGG-1
Le Lavotchkine-Gorbunov-Goudkov LaGG-1 (en russe : Лавочкин-Горбунов-Гудков ЛаГГ-1) fut le premier de la lignée des chasseurs à moteur à pistons, produit par le bureau d'étude OKB-301. Ces chasseurs se caractérisaient par une méthode de construction dite Delta Drevesiny qui consistait à mettre en forme de petites pièces en bois de bouleau, par pression, puis à les coller grâce à des résines. Bien que le LaGG-1 ne fût pas un avion extrêmement bien réussi, il posa les bases qui donnèrent naissance aux futurs La-5 et La-7, qui furent deux des plus performants chasseurs soviétiques, voire mondiaux.

## Conception
En 1938, Semion Lavotchkine, ingénieur aéronautique de 38 ans, travaillait au NarKomAvProm ou NKAP, le Commissariat du peuple à l'industrie aéronautique, comme curateur d'usine, avec un certain Mikhaïl Ivanovitch Goudkov, lui-même placé sous les ordres du chef du service technique, Vladimir Petrovitch Gorbunov. 
L'ingénieur en chef d'une usine qui fabriquait des hélices et des skis pour avion, Leontii Iovitch Rjykov, mit au point la même année 1938 la technique du Delta Drevesiny, un bois densifié et plastifié. Avantages : une meilleure résistance à la rupture, et il était difficilement combustible. Par ailleurs, une pénurie criante de métaux non-ferreux sévissait alors. Le déficit de la production de duralumin handicapait lourdement l'industrie aéronautique.
Lorsque la fiche-programme d'un chasseur "du front" fut lancée, Lavotchkine, Gorbunov et Goudkov soumirent au Commissaire du peuple à l'industrie aéronautique, M. M. Kaganovitch, un projet de chasseur tout en bois utilisant le Delta Drevesiny. Kaganovitch donna son accord, mais il fallait intégrer d'urgence les trois inventeurs dans une structure. Autour de Rjykov, une petite équipe fut donc formée pour travailler sur l'avant-projet du chasseur, désigné I-22. Les principaux ingénieurs qui la composaient provenaient de l'OKB (bureau d'étude) Silvanskii qui venait d'être démantelé. Cette équipe, plus le trio, finalisa l'avant-projet approuvé par le NKAP. En mai 1939, Lavotchkine, Gorbunov et Goudkov furent chargés de la formation du nouvel OKB, le 301. L'étude technique du chasseur, redésigné I-301, pouvait commencer. Lavotchkine, le plus expérimenté des trois, fut nommé constructeur responsable.
Le LaGG-1 sortit de l'atelier au printemps 1940 et il vola pour la première fois le 30 mars 1940, piloté par A. I. Nikachine. Le revêtement de l'avion avait été particulièrement soigné. Il avait été entièrement recouvert d'une laque rouge foncé, imperméable à l'humidité, à l'huile et à l'essence, passée avec le doigté d'un ébéniste, qui le fit surnommer "le piano à queue". 
L'avion ne manquait pas de défauts, mais il semblait prometteur et la nécessité de moderniser les VVS faisait loi. On ordonna donc sa mise en production et il fut mis en service sous la désignation de LaGG-1. Le nouveau système de désignation instauré en 1940 utilisait les deux premières lettres du nom de leur concepteur (si plusieurs concepteurs étaient à l'origine d'un même appareil, à partir du deuxième, seule l'initiale de leur nom était retenue), suivi d'un chiffre impair pour les chasseurs, et pair pour tous les autres types d'appareils. Voici pourquoi, la même année 1940, firent leur premier vol le LaGG-1, le Yak-1 de Yakovlev et le MiG-1 de Mikoyan et Gourevitch. 
Une centaine d'appareils furent affectés à des régiments d'évaluation. Les pilotes rapportèrent alors que l'avion manquait de puissance, de rayon d'action et d'agilité. Les problèmes étaient aggravés par le fait que si les sept prototypes avaient été réalisés avec soin, les avions de production, eux, avaient été construits assez grossièrement. Comme les comptes-rendus critiques arrivaient, l'équipe de l'OKB-301 se remit au travail pour corriger le modèle. Ce travail donna naissance au LaGG-3.  